# São José do Norte
São José do Norte este un oraș în Rio Grande do Sul (RS), Brazilia.